# Élections législatives autrichiennes de 1970
Les élections législatives autrichiennes de 1970 (Nationalratswahl in Österreich 1970, en allemand), se sont tenues le 1er mars 1970, en vue d'élire les 165 députés du Conseil national, pour un mandat de quatre ans.
Le Parti socialiste d'Autriche remporte ces élections devant l'ÖVP.

## Contexte
Ces élections prennent place après le passage dans l'opposition du Parti socialiste d'Autriche suite aux dernières élections et à l'obtention d'une majorité absolue pour l'ÖVP.

## Mode de scrutin

Carte des neuf Länder.

L'Autriche est une république semi-présidentielle dotée d'un parlement bicaméral.
Sa chambre basse, le Conseil national (en allemand : Nationalrat), est composée de 165 députés élus pour cinq ans selon un mode de scrutin proportionnel de liste bloquées dans neuf circonscriptions, qui correspondent aux Länder, à raison de 7 à 36 sièges par circonscription selon leur population. Elles sont ensuite subdivisées en un total de 43 circonscriptions régionales.
Le seuil électoral est fixé à 4 % ou un siège d'une circonscription régionale. La répartition se fait à la méthode de Hare au niveau régional puis suivant la méthode d'Hondt au niveau fédéral.
Bien que les listes soit bloquées, interdisant l'ajout de noms n'y figurant pas, les électeurs ont la possibilité d'exprimer une préférence pour un maximum de trois candidats, permettant à ces derniers d'être placés en tête de liste pour peu qu'ils totalisent un minimum de 14 %, 10 % ou 7 % des voix respectivement au niveau régional, des Länder, et fédéral. Le vote, non obligatoire, est possible à partir de l'âge de 19 ans.

## Partis et têtes de liste
| Parti | Parti                                                           | Idéologie                                                      | Tête de liste                    | Résultat en 1966           |
| ----- | --------------------------------------------------------------- | -------------------------------------------------------------- | -------------------------------- | -------------------------- |
|       | Parti populaire autrichien Österreichische Volkspartei          | Centre droit Démocratie chrétienne, conservatisme, libéralisme | Josef Klaus (Chancelier fédéral) | 48,3 % des voix 85 députés |
|       | Parti socialiste d'Autriche Sozialistische Partei Österreichs   | Centre gauche Social-démocratie, progressisme                  | Bruno Kreisky                    | 42,6 % des voix 74 députés |
|       | Parti de la liberté d'Autriche Freiheitliche Partei Österreichs | Extrême droite Nationalisme, conservatisme, euroscepticisme    | Friedrich Peter                  | 5,4 % des voix 6 députés   |

## Résultats

### Scores
| Parti | Parti                                | Voix      | %     | +/-  | Sièges | +/-           |
| ----- | ------------------------------------ | --------- | ----- | ---- | ------ | ------------- |
|       | Parti socialiste d'Autriche (SPÖ)    | 2 221 981 | 48,42 | 5,86 | 81     | 7             |
|       | Parti populaire autrichien (ÖVP)     | 2 051 012 | 44,69 | 1,57 | 78     | 7             |
|       | Parti de la liberté d'Autriche (FPÖ) | 253 425   | 5,52  | 0,17 | 6      | en stagnation |
|       | Parti communiste d'Autriche (KPÖ)    | 44 750    | 0,98  | 0,57 | 0      | en stagnation |
|       | Autres                               | 17 793    | 0,37  | N/A  | 0      | N/A           |

### Analyse
Le Parti socialiste d'Autriche arrive premier avec près de 50 % des suffrages. Le Parti populaire autrichien est deuxième avec 44,69 %.

### Conséquences
Bruno Kreisky devient chancelier. Josef Klaus démissionne de la présidence de l'ÖVP.